# Карбид протактиния
Карбид протактиния — бинарное неорганическое соединение протактиния и углерода с формулой PaC, кристаллы.

## Получение
- Восстановление оксида протактиния(V) графитом при нагревании:
{\displaystyle {\ce {Pa2O5{}+7C->[1200~^{\circ }{\text{C}}]2PaC{}+5CO\uparrow }}}
- Восстановление фторида протактиния(IV) барием в присутствии углерода:
{\displaystyle {\ce {Pa2O5{}+5Ba{}+C->[1400~^{\circ }{\text{C}}]2PaC{}+5BaO}}}

## Физические свойства
Карбид протактиния образует кристаллы кубической сингонии, пространственная группа F m3m, параметры ячейки a = 0,50608 нм, Z = 4, структура типа хлорида натрия NaCl.